# Boitze
Boitze – miejscowość i gmina położona w niemieckim kraju związkowym Dolna Saksonia, w powiecie Lüneburg. Należy do gminy zbiorowej (niem.Samtgemeinde) Dahlenburg.

## Położenie geograficzne
Boitze leży ok. 25 km na wschód od Lüneburga.
Od wschodu sąsiaduje z gminą Nahrendorf, od południa z Himbergen z gminy zbiorowej Bevensen w powiecie Uelzen, od zachodu z gminą Altenmedingen z tej samej gminy zbiorowej i od północy z gminą Dahlenburg. 
Przez gminę przepływa mały strumień Strachau, będący lewym dopływem rzeki Neetze i sama rzeka Neetze w jej górnym biegu płynąca przez dzielnicę Neetzendorf.
Gmina znajduje się pomiędzy dużymi kompleksami leśnymi Göhrde i Wiebeck.

## Dzielnice gminy
W skład gminy Boitze wchodzą następujące dzielnice: Ahndorf, Fladen, Neetzendorf, Seedorf i Vindorf.

## Komunikacja
Około 3 km na północny wschód od gminy przebiega droga krajowa B216 pomiędzy Lüneburgiem na zachodzie i Dannenberg (Elbe) na wschodzie. Do najbliższej autostrady A250 na węźle Lüneburg-Nord jest 28 km.